# 烏比季河

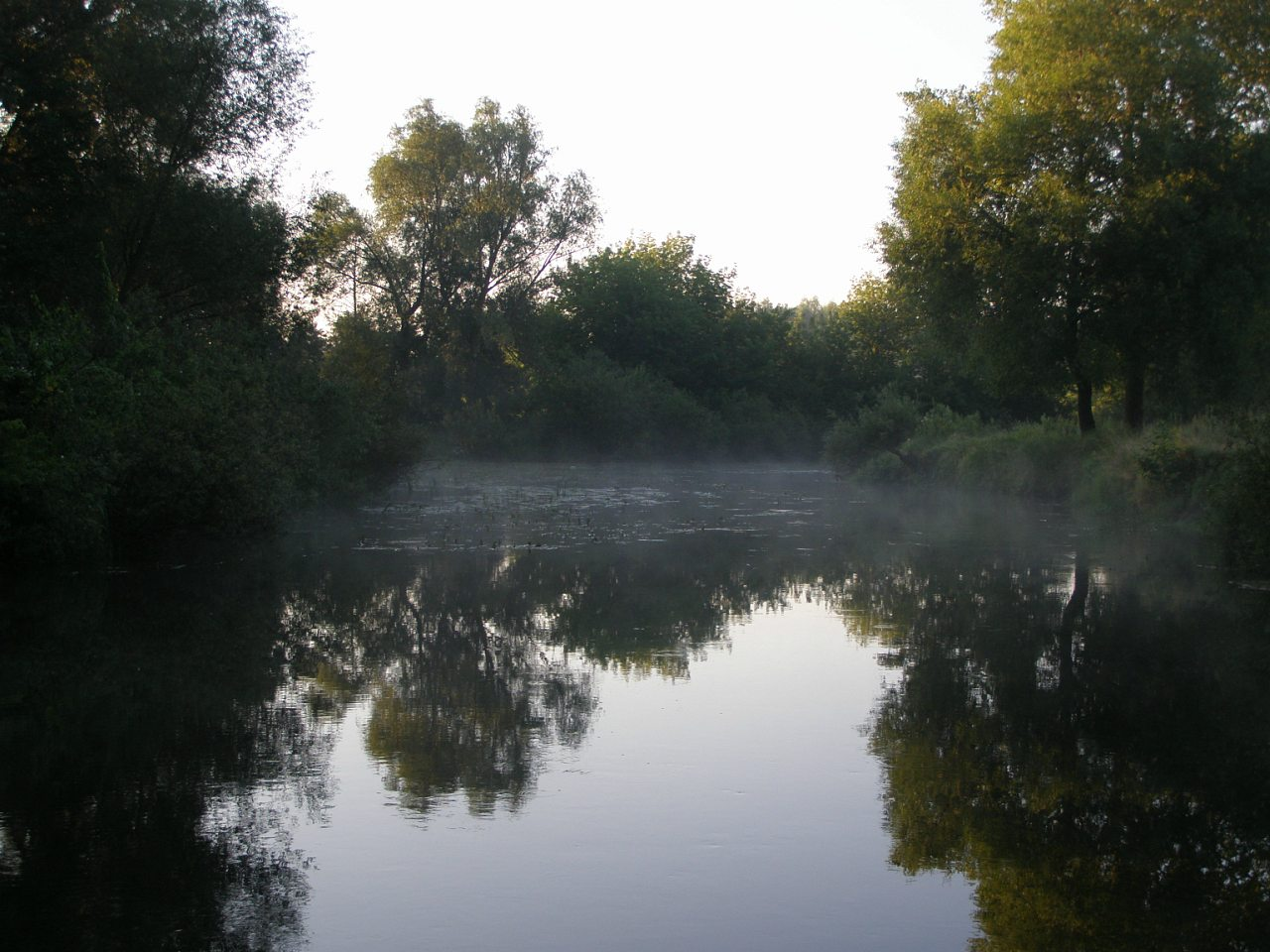

烏比季河（烏克蘭語：Убідь），是烏克蘭的河流，位於該國西南部，屬於傑斯納河的支流，發源自別列佐瓦加季附近，流經切爾尼戈夫州，河道全長106公里，流域面積1,310平方公里。